# Западноавстралийский диалект английского языка
Западноавстралийский диалект английского языка (англ. Western Australian English) — общее название группы диалектов английского языка, на которых говорит население штата Западная Австралия. Как и в других региональных диалектах австралийского варианта английского языка, лексика западноавстралийских говоров отличается региональной спецификой. По данным австралийской радиовещательной корпорации, выделяется три основных субдиалекта Западной Австралии: пертский, центрально-западноавстралийский и северо-западноавстралийский, каждый из которых имеет свои отличия в лексике.

## Лексика
Некоторые слова из лексикона западноавстралийского диалекта являются уникальными как в Австралии, так и в мире в целом. В западноавстралийском сохранились некоторые слова английского происхождения, которые редко используются в других частях Австралии. Например, слово verge в Западной Австралии обозначает промежуток между дорогой и пешеходной дорожкой, в то время как в остальных частях части Австралии для этого используется термин nature strip, bathers для обозначения купальной одежды (в остальных частях Австралии — bathing suit или togs). Для Западной Австралии характерно также использование некоторые «американизмов», таких как crosswalk, pedestrian crossing, zebra crossing. Некоторые слова, возникшие изначально в Западной Австралии, впоследствии получили распространение в общенациональных масштабах, как например, home open для обозначения дома выставленного на продажу и открытого для просмотра. В западноавстралийском диалекте есть также ряд сленговых, жаргонных слов, таких, как ding (обозначает австралийского иммигранта итальянского происхождения, часто считается уничижительным и оскорбительным) или munted — объект неправильной или неприглядной формы.
Для обозначения ёмкости пива, меньшей пинты (0,56 литра), в Западной Австралии используется термин middy, обозначающий бокал объёмом 285 миллилитров.
Некоторые слова западноавстралийского диалекта имеют происхождение из языка австралийских аборигенов. Например, из языка племени Нунгар происходят слова «gidgee» (или «gidgie») — копьё, используемое в современной рыбалке, «gilgie» (или «jilgie») — вид небольших пресноводных раков. Вероятно, из языка аборигенов происходит и слово boondy (гласная произносится ʊ, как в слове bull), которое обозначает скалу, валун, или небольшой камень. Среди жителей Западной Австралии, термин sand-boondy, или чаще просто boondy обычно используется для обозначения пригоршней песка с вкраплениями, которыми дети бросаются друг в друга в песочнице.

## Фонология
Большинство жителей Западной Австралии говорят либо с общеавстралийским акцентом или с акцентом, характерным для жителей побережья. Уроженцы пригородов Перта обычно говорят с общеавстралийским акцентом. Для жителей Западной Австралии характерно, например, произношение слова loquat («мушмула») со звуком «k» (/ˈloʊkət/) вместо «kw» (/ˈloʊkwɒt/ или /ˈloʊkwət/), как его произносят в остальных частях страны.

### Централизация дифтонгов
Центральные гласные дифтонги встречаются в произношении таких слов, как ear, beard, air и sheer. В Западной Австралии существует тенденция произносить центральные дифтонги как полные дифтонги. Например, если в восточных штатах Австралии слова «fear» и «sheer» произносятся без каких-либо движений челюсти, то в западных штатах эти слова произносят как «fia» и «shia» соответственно.

### L-вокализация
Как и для южноавстралийского диалекта английского, в западноавстралийском имеется тенденция произнесения звука /l/ как гласного (/l/- вокализация). Например, в Западной Австралии слово «Hurled» произносится как «herwd», «milk» звучит как «miuwk» и «hill» звучит как «hiw».